# José Ramón Durand
José Ramón Durand Murias (Madrid, 29 de febrero de 1940 – ibídem, 20 de octubre de 2013) fue un jugador de baloncesto español. Jugaba en la posición de base. Jugó con el Real Madrid de Baloncesto durante seis temporadas entre los años 1960 y 1966, donde conquistó dos Copas de Europa, seis Ligas y cuatro Copas de España.

## Trayectoria
- Real Madrid (1960-1966)

## Palmarés
- 6 Ligas españolas (1961, 1962, 1963, 1964, 1965, 1966).
- 4 Copas de España (1961, 1962, 1965, 1966).
- 2 Copas de Europa  (1964, 1965).